# 努基
努基（西班牙語：Nuquí）是哥倫比亞的城鎮，位於該國西部，由喬科省負責管轄，距離首府基布多184公里，始建於1917年12月18日，面積958平方公里，海拔高度45米，2005年人口6,295。
5°43′N 77°16′W / 5.717°N 77.267°W